# Faconné

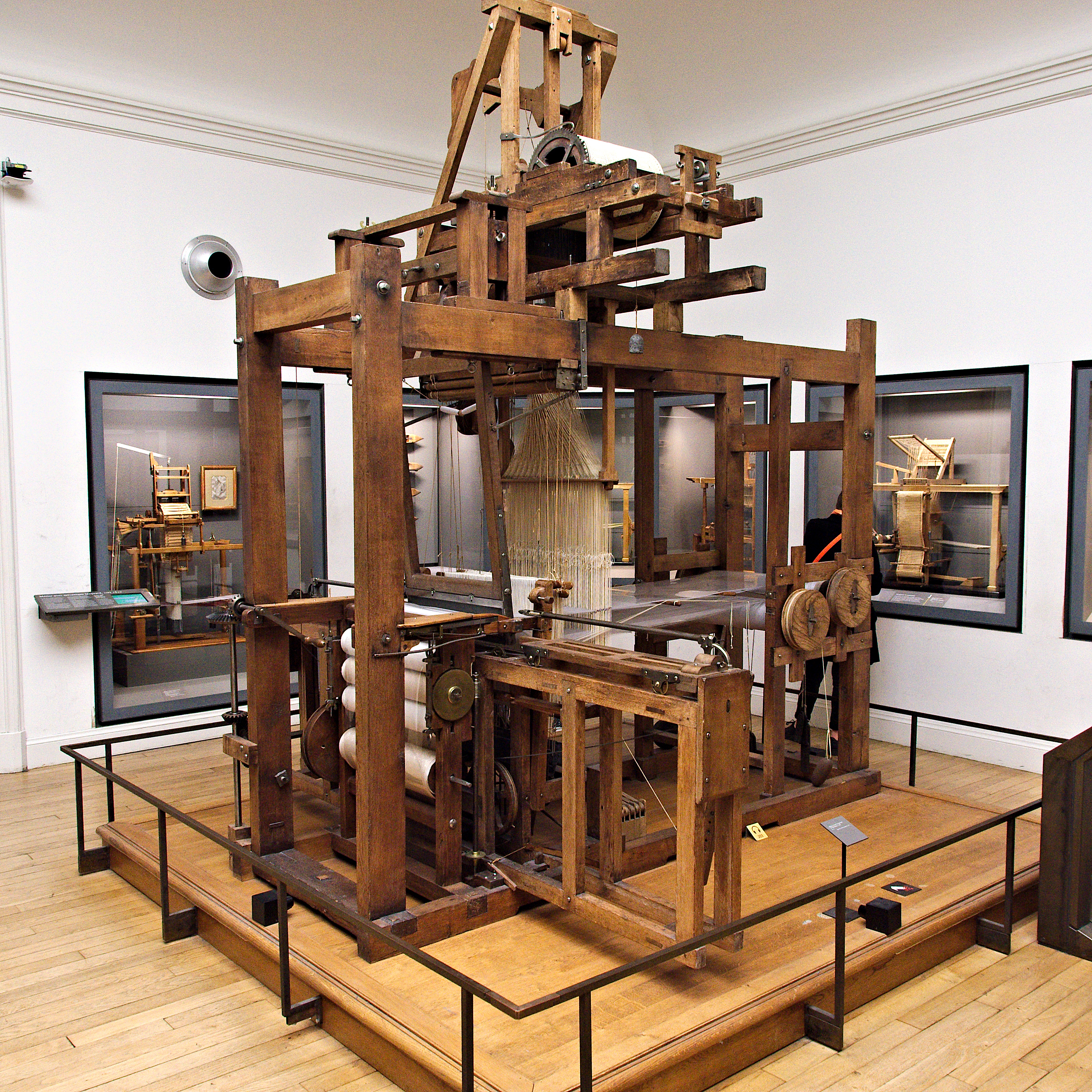
Tkalcovský stav se žakárovým ústrojím z poloviny 19. století ke tkaní faconné (Musée des Arts et Métiers v Paříži)

Faconné (z franc.: formovaný) je přívlastek k označení vazby tkaniny, např. faconné quadrillé (kostkovaná), faconné travers (s příčnými pruhy), faconné rayé (s podélnými pruhy). 
Jsou to vzory ve tvaru růžic, obdélníků, drobných květů a pod, tkané většinou na listovkách (nebo žakárech). Na podkladě zpravidla v plátnové vazbě se tvoří obrazce flotáží osnovních (nebo útkových) nití a vznikají střídavě matná a lesklá místa.
Tkanina se vyrábí se z nejrůznějších materiálů - od přírodního hedvábí přes mikrovlákenná syntetika a bavlnu až po ovčí vlnu. 
Použití je velmi mnohostranné: oděvy k slavnostním příležitostem, kroje, vázanky, šály, podšívkovina, dekorační a bytové textilie 